# (8921) 1996 VH30
A (8921) 1996 VH30 a Naprendszer kisbolygóövében található aszteroida. Ueda Szeidzsi és Kaneda Hirosi fedezte fel 1996. november 7-én.